# 1992–1993-as dán labdarúgó-bajnokság (első osztály)
Az 1992–1993-as Danish Superliga volt a 3. alkalommal megrendezett, legmagasabb szintű labdarúgó-bajnokság Dániában.
A címvédő a Lyngby volt. A szezont a København csapata nyerte, a bajnokság történetében először.

## 1. szakasz
| Hely. | Csapat        | M  | Gy | D | V  | G+ | G– | Gk  | P  | Továbbjutás vagy kiesés      |
| ----- | ------------- | -- | -- | - | -- | -- | -- | --- | -- | ---------------------------- |
| 1.    | København     | 18 | 9  | 8 | 1  | 29 | 14 | +15 | 26 | Továbbjutott a 2. szakaszba  |
| 2.    | Odense        | 18 | 10 | 3 | 5  | 31 | 17 | +14 | 23 | Továbbjutott a 2. szakaszba  |
| 3.    | Aalborg       | 18 | 7  | 7 | 4  | 25 | 17 | +8  | 21 | Továbbjutott a 2. szakaszba  |
| 4.    | Brøndby       | 18 | 6  | 9 | 3  | 21 | 20 | +1  | 21 | Továbbjutott a 2. szakaszba  |
| 5.    | Silkeborg     | 18 | 7  | 5 | 6  | 30 | 16 | +14 | 19 | Továbbjutott a 2. szakaszba  |
| 6.    | Aarhus        | 18 | 6  | 7 | 5  | 24 | 21 | +3  | 19 | Továbbjutott a 2. szakaszba  |
| 7.    | Lyngby        | 18 | 4  | 8 | 6  | 20 | 22 | −2  | 16 | Továbbjutott a 2. szakaszba  |
| 8.    | Næstved       | 18 | 4  | 7 | 7  | 25 | 35 | −10 | 15 | Továbbjutott a 2. szakaszba  |
| 9.    | Frem (K)      | 18 | 3  | 8 | 7  | 23 | 39 | −16 | 14 | Továbbjutott az osztályozóba |
| 10.   | B 1909 (F, K) | 18 | 0  | 6 | 12 | 15 | 42 | −27 | 6  | Továbbjutott az osztályozóba |

### Osztályozó
Az osztályozóban a Frem és a B 1909 csapata is kiesett a másodosztályba.

### Mérkőzések
| Hazai \ Vendég | AGF | B09 | BKF | BIF | FCK | LBK | NIF | OB  | SIF | AAB |
| -------------- | --- | --- | --- | --- | --- | --- | --- | --- | --- | --- |
| Aarhus         | —   | 1–1 | 1–1 | 0–1 | 0–0 | 1–0 | 0–1 | 3–2 | 1–0 | 1–1 |
| B 1909         | 0–4 | —   | 1–1 | 1–2 | 2–4 | 1–4 | 2–2 | 0–1 | 0–0 | 1–2 |
| Frem           | 1–2 | 3–1 | —   | 2–2 | 0–3 | 0–0 | 3–1 | 2–1 | 2–2 | 1–1 |
| Brøndby        | 0–0 | 1–1 | 3–3 | —   | 1–1 | 2–2 | 2–1 | 2–0 | 2–0 | 0–0 |
| København      | 3–1 | 2–1 | 5–1 | 0–0 | —   | 2–2 | 0–3 | 1–1 | 0–0 | 0–0 |
| Lyngby         | 1–1 | 3–1 | 2–1 | 0–2 | 1–1 | —   | 1–1 | 0–1 | 1–1 | 0–2 |
| Næstved        | 2–3 | 2–2 | 2–2 | 1–1 | 0–2 | 2–1 | —   | 0–4 | 3–1 | 2–2 |
| Odense         | 3–2 | 2–0 | 5–0 | 2–1 | 0–2 | 0–0 | 4–1 | —   | 0–3 | 4–1 |
| Silkeborg      | 1–1 | 6–0 | 4–0 | 3–0 | 1–2 | 2–0 | 4–0 | 0–1 | —   | 0–2 |
| Aalborg        | 3–2 | 2–0 | 3–0 | 3–0 | 0–1 | 1–2 | 1–1 | 0–0 | 1–2 | —   |

## 2. szakasz
| Hely. | Csapat        | M  | Gy | D | V | G+ | G– | Gk  | P  | Továbbjutás vagy kiesés |
| ----- | ------------- | -- | -- | - | - | -- | -- | --- | -- | ----------------------- |
| 1.    | København (B) | 14 | 8  | 3 | 3 | 31 | 23 | +8  | 19 | BL, 1. forduló          |
| 2.    | Odense        | 14 | 8  | 3 | 3 | 19 | 15 | +4  | 19 | KEK, selejtező          |
| 3.    | Brøndby       | 14 | 8  | 3 | 3 | 29 | 16 | +13 | 19 | UEFA-kupa, 1. kör       |
| 4.    | Aalborg       | 14 | 5  | 5 | 4 | 23 | 23 | 0   | 15 | UEFA-kupa, 1. kör       |
| 5.    | Silkeborg     | 14 | 4  | 5 | 5 | 17 | 17 | 0   | 13 |                         |
| 6.    | Aarhus        | 14 | 4  | 3 | 7 | 24 | 29 | −5  | 11 |                         |
| 7.    | Lyngby        | 14 | 4  | 2 | 8 | 22 | 22 | 0   | 10 |                         |
| 8.    | Næstved       | 14 | 1  | 4 | 9 | 16 | 36 | −20 | 6  |                         |

### Mérkőzések
| Hazai \ Vendég | AGF | BIF | FCK | LBK | NIF | OB  | SIF | AAB |
| -------------- | --- | --- | --- | --- | --- | --- | --- | --- |
| Aarhus         | —   | 1–3 | 3–5 | 3–7 | 1–1 | 2–2 | 2–0 | 2–1 |
| Brøndby        | 2–1 | —   | 2–3 | 0–4 | 3–3 | 0–1 | 3–1 | 5–0 |
| København      | 3–1 | 0–4 | —   | 2–2 | 2–0 | 3–1 | 0–0 | 4–6 |
| Lyngby         | 0–3 | 0–2 | 0–2 | —   | 5–0 | 0–1 | 1–2 | 1–0 |
| Næstved        | 1–3 | 1–2 | 0–3 | 3–1 | —   | 1–3 | 1–4 | 1–1 |
| Odense         | 2–1 | 0–0 | 2–0 | 2–0 | 2–0 | —   | 2–1 | 0–0 |
| Silkeborg      | 0–0 | 0–2 | 1–1 | 1–0 | 2–2 | 4–0 | —   | 0–2 |
| Aalborg        | 2–1 | 1–1 | 1–3 | 1–1 | 4–2 | 3–1 | 1–1 | —   |

## Statisztikák

### Góllövőlista
| Rank | Player           | Club      | Goals |
| ---- | ---------------- | --------- | ----- |
| 1    | Peter Møller     | Aalborg   | 20    |
| 2    | Martin Johansen  | København | 12    |
| 2    | Henrik Jørgensen | Lyngby    | 12    |
| 2    | Lars Elstrup     | Odense    | 12    |
| 5    | Søren Andersen   | Aarhus    | 11    |
| 5    | Lars Højer       | København | 11    |
| 7    | Peter Rasmussen  | Aalborg   | 10    |
| 7    | Kim Vilfort      | Brøndby   | 10    |
| 7    | Søren Juel       | Næstved   | 10    |
| 10   | Steen Nedergaard | Odense    | 9     |